# Teshub
Teshub (Teššub,Teshup, Teššup ou Tešup) est le dieu principal du panthéon hourrite, le roi des dieux. Il est le dieu de l'Orage, c'est-à-dire des phénomènes climatiques comme la pluie, le vent, la foudre, le tonnerre, qui sont ses armes. Teshub est donc à rapprocher d'autres divinités similaires occupant elles aussi une place importante dans leur panthéon, comme Adad (Mésopotamie), Addu (Amorrites), Hadad/Baal (Canaan), Tarhu (Hittites), Seth (Egypte) ou encore Teisheba (Urartu). Comme ceux-ci, il est souvent représenté par un taureau, symbole de fertilité.
Teshub a pour parèdre Hebat, et ensemble ils ont un fils, Sharruma. Le lieu de culte principal de Teshub se situe à Kumme, au Kurdistan. Mais il est aussi vénéré dans les temples consacrés en général au dieu de l'Orage, comme à Alep, à Arrapha, à Kummani et au sanctuaire rupestre hittite de Yazılıkaya.
Teshub est l'acteur principal de certains mythes hourrites, faisant partie du Cycle de Kumarbi : le Chant de la royauté du Ciel (parfois appelé aussi Théogonie hourrite), dans laquelle il lutte contre son père, le dieu Kumarbi, qu'il arrive à chasser pour prendre lui-même le pouvoir sur les autres dieux. Deux autres mythes, le Mythe de Hedammu et le Chant d'Ullikummi racontent comment Kumarbi essaie de manière infructueuse de se venger de son fils. Dans le second mythe, Teshub doit vaincre Ullikummi, un géant créé par son père pour vaincre les autres dieux. Après avoir été vaincu une première fois, il réussit à gagner avec l'aide du dieu Ea.